# Fabio Lohei
Fabio Lohei, né le 12 avril 2005 à Niederkorn, est un footballeur international luxembourgeois qui joue au poste de milieu de terrain au SV Eintracht Trèves 05.

## Biographie

### Carrière en club
Né à Niederkorn en Luxembourg, Fabio Lohei est formé dans son pays, avant d'arriver au FC Metz,, où il commence par jouer avec l'équipe réserve en National 2.

### Carrière en sélection
En mai 2022, Fabio Lohei est convoqué pour la première fois avec l'équipe nationale du Luxembourg,,,. Il honore sa première sélection le 17 novembre 2022, lors d'un match amical contre la Hongrie, qui se termine sur un score de parité 2-2,,.